# St. John’s Cathedral (Antigua)

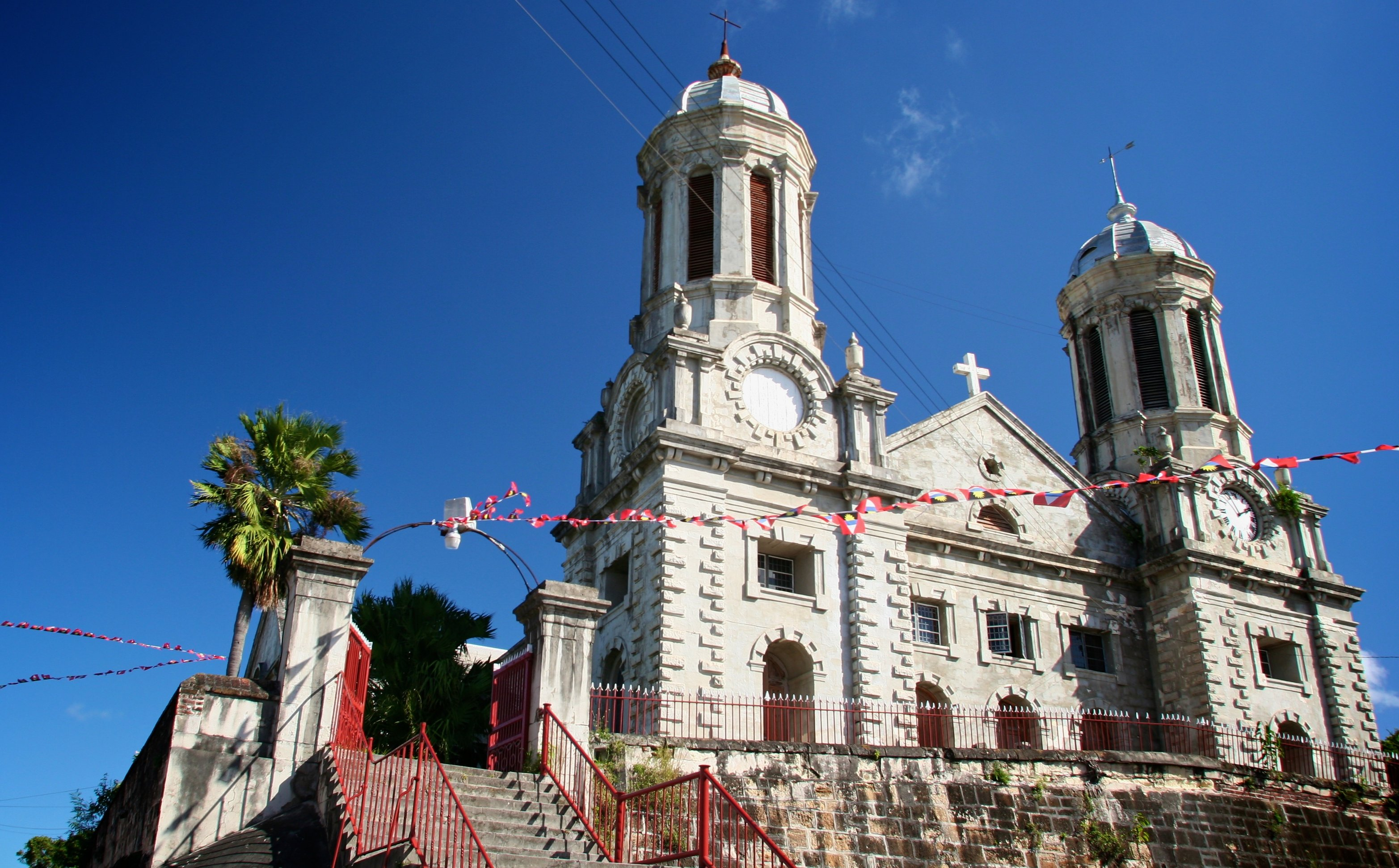
St. John’s Cathedral

Die St. John’s Cathedral (auch: St. John the Divine, Cathedral Church of the Diocese of North Eastern Caribbean and Aruba) ist eine anglikanische Kirche, die gut sichtbar auf einem Hügel in St. John’s, der Hauptstadt von Antigua und Barbuda, steht. Sie ist Sitz der Diocese of the North East Caribbean and Aruba in der Church in the Province of the West Indies.
Die heutige Kathedrale mit ihren imposanten weißen Zwillingstürmen steht auf einem versteinerten Riff. Sie wurde 1845 erbaut und ist das dritte Gebäude an der Stelle. Zwei frühere Gebäude wurden 1683 und 1745 durch Erdbeben zerstört. Das eiserne Tor an der Südseite der Kirche wird von Säulen gerahmt, auf denen die Statuen der biblischen Persönlichkeiten Johannes der Seher und Johannes der Täufer aufgestellt sind. Diese wurden laut den Aufzeichnungen 1756 von einem französischen Schiff genommen, welches nach Martinique segeln sollte.

## Geschichte

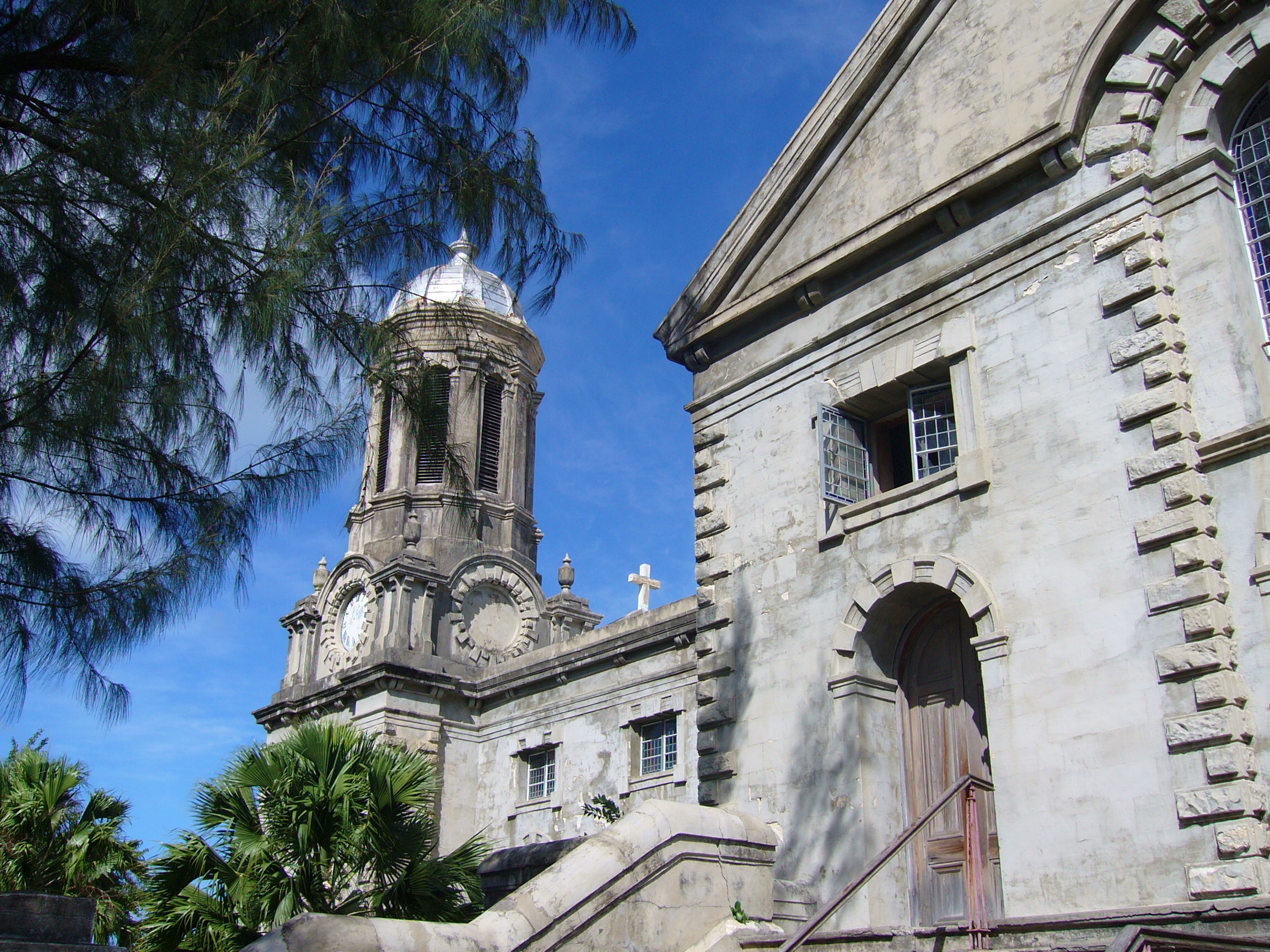
St John’s Cathedral.

An dem Platz standen schon zwei Vorgängerbauten. Die erste Kirche wurde 1681 errichtet. Sie war eine einfache, schmucklose Holzkonstruktion. Dieses Gebäude wurde durch ein Erdbeben 1745 schwer beschädigt. Die zweite, größere Kirche wurde 1746 mit englischen Ziegeln gebaut. Der Architekt war Robert Cullen. Sie hatte bereits einen Turm (Steeple) am Westende.
Fast ein Jahrhundert später wurde die Diözese Antigua begründet (1842) und St. John’s wurde als Kathedrale bestimmt. Bald darauf, im Februar 1843, verursachte ein Erdbeben wieder schwere Schäden an der Kirche. Die Kirche wurde teilweise restauriert, und Daniel Gateward Davis wurde der erste Bischof von Antigua.
Anschließend an die alte Kirche, die dann abgerissen wurde, wurde eine neue Kathedrale geplant. Deren Bau begann am 9. Oktober 1845, nachdem Sir Charles Augustus FitzRoy, der damalige Gouverneur von Antigua, den Grundstein gelegt hatte. Nach drei Jahren Bauzeit wurde der erste Gottesdienst gefeiert mit der Kirchenweihe am 25. Juli 1848. Die neue Kirche bot Platz für bis zu 2200 Gläubige.
Ein Hundertjähriger aus Antigua beschreibt in seinen Memoiren einen Teil der Geschichte der Kirche. Er schreibt: „Die Plantagenbesitzer nannten die Kathedrale die ‘Große Kirche’ und sie schüchterte die Menschen ein als Symbol der englischen Macht“ („the planters called the Cathedral 'Big Church' and that it frightened the people as a symbol of English power“); die Anglikanische Kirche unterstütze eher die Klasse der Planters. Jedoch bekamen die Schwarzen in der Zeit des Ersten Weltkrieges zunehmend Beteiligung und Einfluss. Wenigstens einige Namen von ‘Black Persons’ wurden an den Wänden der Kathedrale zum Andenken aufgeführt.
2008 galt die Kirche als einsturzgefährdet. Ein Renovierungsprojekt ist seit mehreren Jahren in Planung. Betroffen ist auch der große Friedhof, welcher von Arbeitern oft als Pausenhof missbraucht wird.

## Architektur

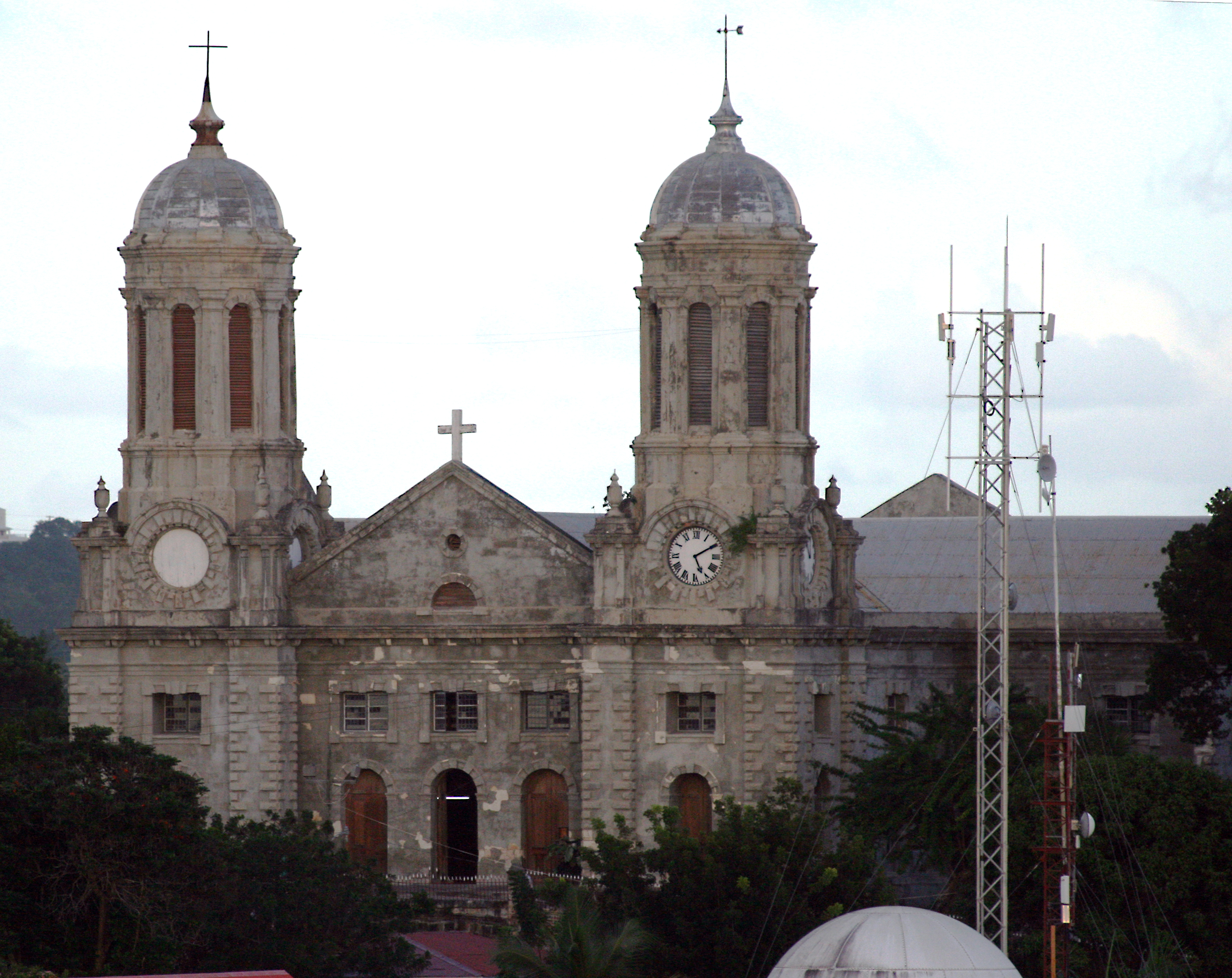
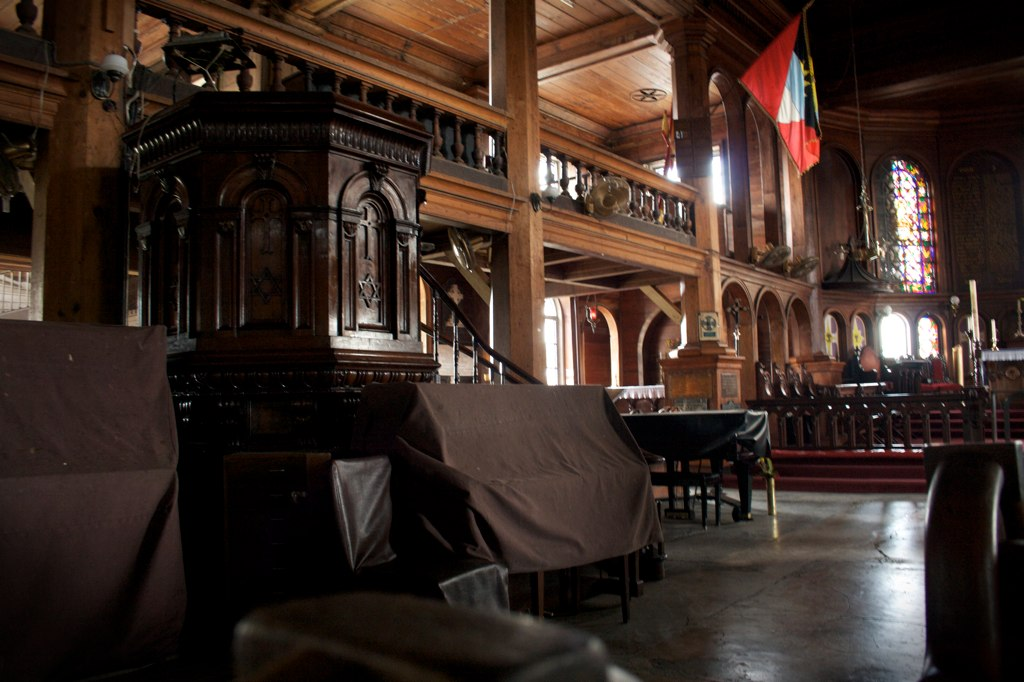
Innenansicht

Die Kathedrale wurde von dem Architekten Thomas Fuller aus Bath, England, gebaut und am höchsten Punkt in St. John’s Town errichtet. F. W. Rowe aus Bristol war der Baumeister.
In der ersten Ausgabe des The Church of England Magazine von 1846 wird die Kirche beschrieben. Nach diesen Angaben ist sie 156 ft (48 m) lang und 46 ft (14 m) breit. Die Länge des Querschiffs ist 104 ft (32 m). Das Gebäude ist aus feinkörnigem Kalkstein (freestone), es gibt Buntglasfenster und dunkle Holzeinrichtungen aus Pech-Kiefer (pitch pine). Eine einzigartige Einrichtung in der Kathedrale ist die Innenraumstruktur und Verkleidung aus Pech-Kiefer, um das Gebäude für Erdbeben und Hurrikans sicherer zu machen. Daher wird die Kathedrale oft als „Gebäude in einem Gebäude“ bezeichnet. Die Kirche hat zwei 70 ft (21 m) hohe Türme in barocker Ausführung mit kleinen, in einer Aluminium-Farbe gestrichenen Kuppeln. Die Gesamtansicht wird gelegentlich als „slightly awkward“ (etwas missfällig) bezeichnet. Das Design hatte anfangs Kritik hervorgerufen. Manche bezeichneten die Kirche als „Heidentempel mit zwei pummeligen Pfefferstreuern als Türmen“ („a pagan temple with two dumpy pepper pot towers“). Inzwischen gilt sie jedoch als die beste Kathedrale in der Kirchenprovinz der Westindischen Inseln. Das Interieur der Kirche ist dominiert von den dunklen Kiefermöbeln und Marmorplatten an den Wänden, welche teilweise aus der alten Kirche gerettet worden waren.
Das Eingangstor aus Eisen an der Südseite der Kathedrale, welches 1789 gebaut wurde, wird von zwei imposanten Statuen, eine von Johannes von Patmos (St John the Divine) und eine von Johannes dem Täufer in wehenden Gewändern, flankiert. Angeblich wurden diese Statuen 1756, während des Siebenjährigen Krieges, von der British Navy vom französischen Schiff Temple in Gewässern vor Martinique konfisziert und zu dieser Kirche gebracht.

## Dekane
- Henry Shepherd, Dekan von 1906 bis 1930
- George Hand, Dekan, Bischof von Antigua von 1937 bis 1944
- George Baker, Dekan von 1943 bis 1970
- Orland Lindsay, Bischof von Antigua von 1970 bis 1996, Erzbischof der Kirchenprovinz der Westindischen Inseln
- Fitzroy Pestaina, Dekan von 1972 bis 1976
- Hilton Carty, Dekan von 1977 bis 1986
- William Lake, Dekan von 1986 bis 2003
- Rudolph Smithen, aktueller Dekan